# Montagna-le-Templier
Montagna-le-Templier korábbi község (település) Franciaországban, Jura megyében. 2017. január 1-jén Lains és Dessia községgel egyesült és Montlainsia új község része lett.
Lakosainak száma 99 fő (2018. január 1.). Montagna-le-Templier Villeneuve-lès-Charnod, Broissia, Lains, Montfleur, Saint-Julien, Villechantria és Val Suran községekkel határos.

## Népesség
A település népességének változása:
| Lakosok száma | 110  | 93   | 84   | 65   | 88   | 101  | 103  | 103  | 100  | 99   |
|               | 1968 | 1975 | 1982 | 1990 | 1999 | 2011 | 2013 | 2015 | 2017 | 2018 |